# Emploi fictif
 (juillet 2024).
Si vous disposez d'ouvrages ou d'articles de référence ou si vous connaissez des sites web de qualité traitant du thème abordé ici, merci de compléter l'article en donnant les références utiles à sa vérifiabilité et en les liant à la section « Notes et références ».
 (mars 2024).
Un emploi fictif est un terme employé lorsqu'une personne perçoit une rémunération pour une activité qu'elle n'exerce pas, par exemple en poursuivant des activités partisanes ou militantes au lieu d'effectuer le travail pour lequel elle est censée être rémunérée, ce qui est un délit.

## Cas de la France

### En politique
L'emploi fictif a été une source très importante de financement occulte des grands partis politiques en France, leur permettant de financer leurs activités et leurs permanents, entre autres. Parfois, il a également été la source d'enrichissement personnel.
La France est particulièrement concernée par ce phénomène car non seulement son secteur étatique est très important (près de 6 millions de postes), mais aussi parce que la politique n'y est pas une expérience temporaire, mais un sacerdoce[style à revoir], contrairement à certains autres pays où il existe après la vie politique une carrière séparée.
Les hommes politiques français font donc souvent de la politique pour la vie, et cet engagement durable explique non seulement leur grande longévité, mais également le fait que de véritables réseaux d'entraides se mobilisent à chaque défaite ou alternance pour éviter que les équipes n'éclatent, en attendant des jours meilleurs[style à revoir]. L'emploi fictif, bien que parfaitement illégal, est l'un des moyens de « solidarité partisane et militante » mis en place.
Ainsi, les élus ont tendance à profiter d'emplois fictifs lorsqu'ils perdent leurs mandats, lors d'une alternance par exemple, afin d'éviter l'inconfort du marché de l'emploi et poursuivre leur métier de professionnel de la politique et du militantisme.
Les points de chute privilégiés sont bien souvent certains services publics, d'importantes associations subventionnées ou de grandes entreprises (publiques ou privatisées), au sein desquels le « travailleur fictif » se transforme alors souvent en chargé de mission ou consultant, en attendant la reconquête du pouvoir. Les postes ainsi trouvés sont davantage des bases de repli que l'occasion d'un nouveau départ professionnel. De là naît la dimension fictive de l'emploi occupé, dès lors qu'il s'agit non pas d'exercer un nouveau métier mais de poursuivre une activité militante ou partisane en connivence avec la structure qui a bien voulu vous accueillir pour service rendu ou service à rendre.